# Nationaal park Kosterhavet

Kosterhavet en Ytre Hvaler Nationale Parken topografische kaart-fr

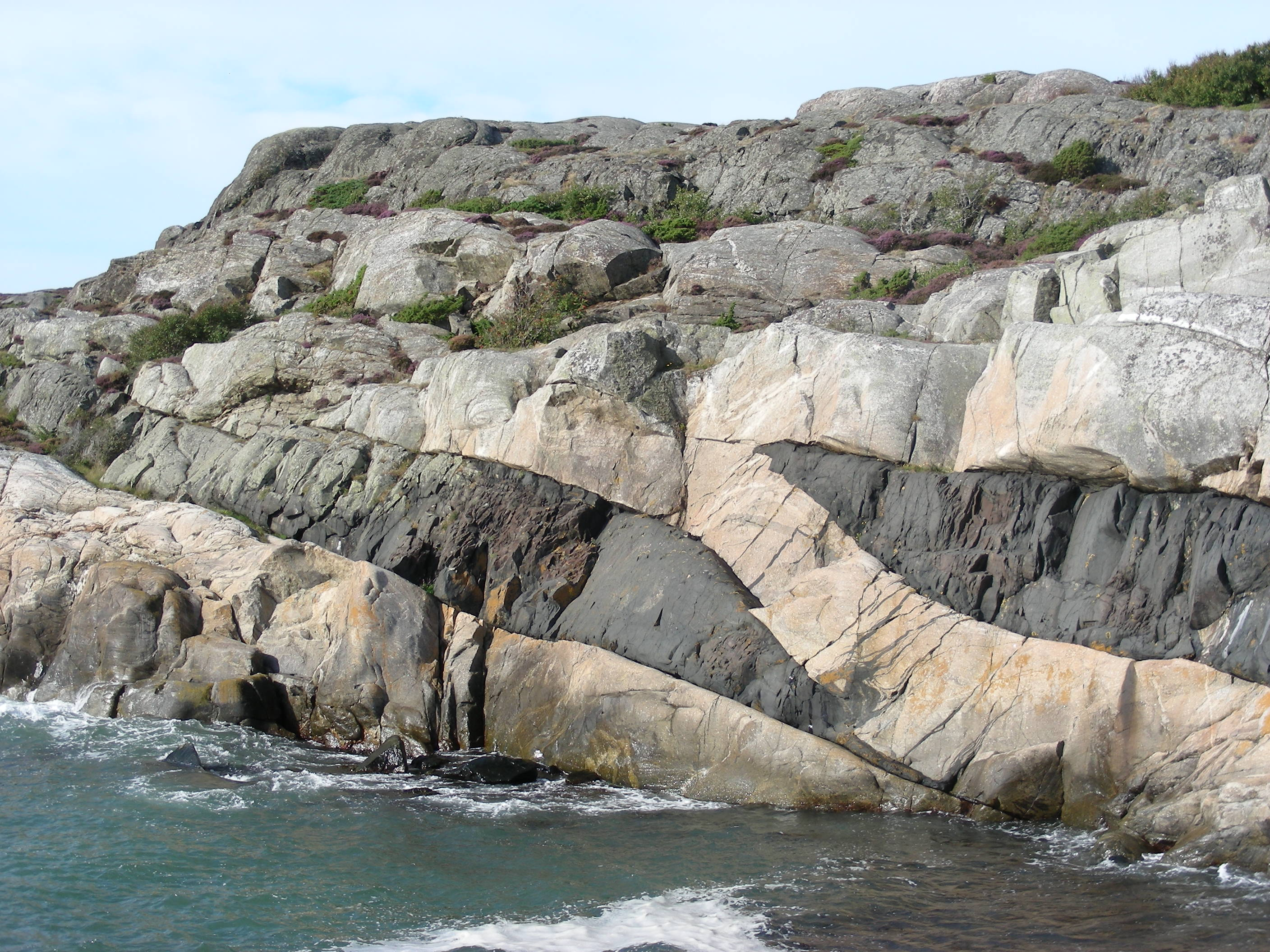
Kosterhavet

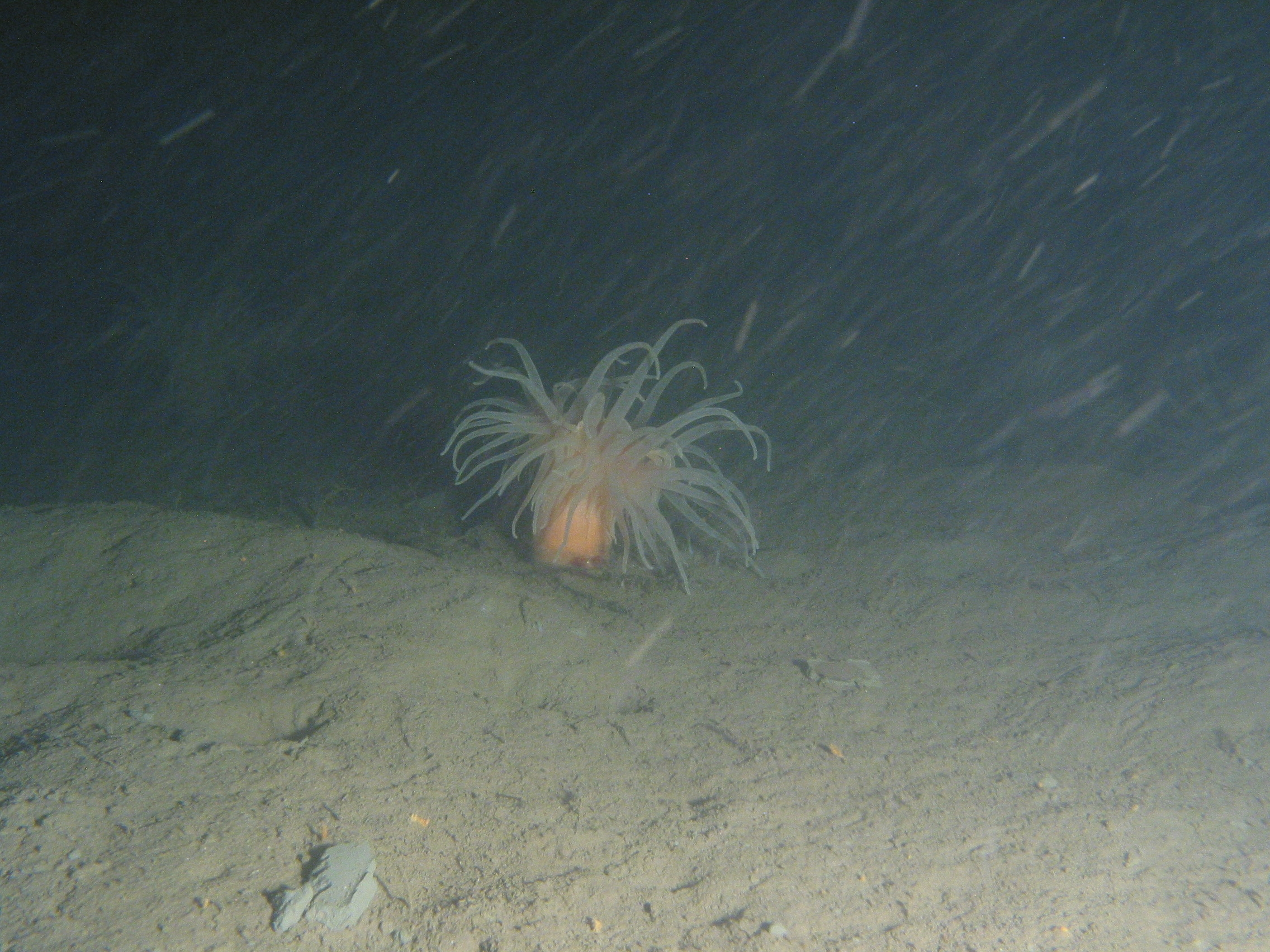
Kosterhavet, mariene fauna

Nationaal park Kosterhavet (Zweeds: Kosterhavets Nationalpark) is een nationaal park in Zweden, ingesteld in 2009. Bijzonder is dat het een zogenaamd marien park is met 39 000 ha zee en minder dan 900 ha land. Het is een van de grootste nationale parken in Zweden, en ligt in de gemeentes Strömstad en Tanum in Bohuslän (Götaland). Hoewel de Koster-eilanden in het gebied liggen, behoren deze voor het overgrote deel niet tot het park. Aan de noordkant grenst het nationale park aan het Noorse zeepark Nationaal park Ytre Hvaler. waar het grootste koudwaterkoraalrif van de Atlantische Oceaan ligt.
Het doel van het park is om het bijzondere en soortenrijke zee- en eilanden gebied te bewaren in een onaangetaste toestand.

## Natuur
Het milieu is uniek voor de Zweedse wateren. Er zijn in het park meer dan 6000 zeedieren en -algen gevonden, waarvan het voorkomen van 200 beperkt is tot het gebied. De Koster fjord is 200 meter diep, vrij koud (5-7 °C) en zout (ca. 35 promille). Dit maakt het voor veel diepzeedieren mogelijk zo dicht bij de kust te leven. In het gebied vinden we verschillende soorten sponzen en koralen. Daarnaast zijn er zeldzame vogels zoals de noordse stern (Sterna paradisaea) en verblijven er onder meer aanzienlijke hoeveelheden kuifaalscholver (Phalacrocorax aristotelis), paarse strandloper (Calidris maritima) en steenloper (Arenaria interpres). Er is ook een grote populatie van de gewone zeehond (Phoca vitulina). Vissoorten als schol (Pleuronectes platessa), kabeljauw (Gadus morhua) en zeeforel (Salmo trutta trutta) worden gevonden in de meer ondiepe delen.
De eilanden van het park rijzen steil op uit de zee. Ten westen van de Kosterfjord bestaan ze uit gneis terwijl elders het veel jongere Bohus graniet domineert. Duidelijk is te zien hoe de steenlagen uit verschillende tijdperken bijeen zijn gekneed tijdens de lange geologische geschiedenis van het gebied. Op verschillende plaatsen zijn enorme holten ontstaan en elders grote kiezelstranden.

## Visserij
Visserij is geoorloofd hoewel er speciale vergunningen nodig zijn. Vooral voor de garnalensoort Pandalus borealis en de Noorse kreeft (Nephrops norvegicus) is het een belangrijk visgebied.

## Toerisme
Het park is te bezoeken vanaf de Kostereilanden. Vanaf Strömstad is er een bootverbinding met deze eilanden. Op het zuidelijke eiland is een bezoekerscentrum en beide eilanden beschikken over verschillende typen accommodatie zoals hotels, hutten en een camping.